# 雅典奥林匹克体育场
雅典奥林匹克体育场（希臘語：Ολυμπιακό Στάδιο Αθήνας），是希臘雅典奥林匹克体育中心的组成部分，为2004年夏季奥林匹克运动会主体育场。这座体育场也被称为斯皮里宗·路易斯体育场，得名于首届现代奥林匹克运动会马拉松比赛的金牌得主、希腊人斯皮里宗·路易斯。

## 概况
雅典奥林匹克体育场位于希腊雅典北郊的马鲁西，是一座多功能综合体育场。体育场内设有105米×68米的标准足球场，9道400米环形跑道，以及各种田赛设施。目前体育场有69618个观众席位、480个媒体席位，以及10多个贵宾包厢。
雅典奥林匹克体育场设计于1979年，并于1980年动工建设。1982年9月8日，时任希腊总统康斯坦蒂诺斯·卡拉曼利斯宣布体育场落成。这座体育场在1982年第13届欧洲田径锦标赛时首次投入使用。雅典成功申办2004年夏季奥运会之后，决定将奥林匹克体育场翻新后作为那届奥运会的主体育场。雅典奥组委整体工作进展缓慢，奥林匹克体育场翻新工程直到2000年才开始。体育场在2004年7月30日正式开放，但所有的工程实际在2004年8月5日才正式完工，离雅典奥运会开幕只剩8天时间。翻新工程采用了西班牙建筑师圣地亚哥·卡拉特拉瓦的设计方案，其亮点是精巧的顶棚，面积达2.5万平方米，重达1.87万吨，覆盖体育场的绝大部分座位。

## 举办赛事
雅典奥林匹克体育场作为2004年夏季奥运会的主体育场，承办了该届赛事中的大部分田径比赛和足球决赛。此外，2004年8月13日的开幕式和8月29日的闭幕式也都在这座体育场内举行。
奥运会之外，雅典奥林匹克体育场在平时经常成为足球比赛的举办场地。希腊国家足球队以及奥林匹亚科斯、帕纳辛奈科斯和雅典AEK这三家当地主要足球俱乐部都曾在不同的赛事当中使用雅典奥林匹克体育场作为主场。其中，帕纳辛奈科斯在2005-2006和2006-2007两个赛季将奥林匹克体育场作为其所有比赛的主场，2007-2008赛季为庆祝球队建成百年又迁回原来的尼科莱季斯球场，而自2008-2009赛季起再度使用奥林匹克体育场，并预计将在2010年迁往沃塔尼科斯体育场（建设中）。而奥林匹克体育场观众数最多的纪录则由1982年11月3日奥林匹亚科斯对汉堡的主场比赛所创造，这场欧洲冠军杯比赛共吸引了75263名球迷到现场观看。
雅典奥林匹克体育场被欧洲足联评定为五星级足球场，曾多次举办欧洲足联各项赛事的决赛。1983年欧洲冠军杯决赛，汉堡在这里1比0战胜尤文图斯，首次夺冠。1987年欧洲优胜者杯决赛，阿贾克斯在这里1比0击败莱比锡火车头。欧洲冠军杯改制为欧洲冠军联赛之后，有两次决赛在雅典奥林匹克体育场举行，分别是1994年和2007年，两次的胜者凑巧都是AC米兰，对手分别是巴塞罗纳和利物浦。
此外，雅典奥林匹克体育场还曾举行过1982年欧洲田径锦标赛、1997年世界田径锦标赛等重大体育赛事。

## 参阅
- 雅典奥林匹克体育中心